# Premio Kirby
Los premios Kirby o premios Jack Kirby (originalmente Jack Kirby Comics Industry Award) fueron un premio por el logro creativo en la industria del cómic de Estados Unidos que se entregó de 1985 a 1987, mediante votación de profesionales de la historieta. El premio fue nombrado en homenaje al escritor y dibujante Jack Kirby, que fue un participante regular en la ceremonia y fue dirigido por Dave Olbrich y patrocinado por la revista Amazing Heroes, editada por Fantagraphics Books. 

## Historia
Los premios fueron los primeros premios en la industria del cómic establecidos después de que los premios Shazam desaparecieron en 1975. Surgieron como una reacción ante la creación de los Comic Buyer's Guide Fan Awards, que eran otorgados mediante votación de fans; Olbrich y los editores de Fantagraphics buscaron crear un premio que fuera decidido por profesionales del cómic.
Las nominaciones a los premios Kirby eran hechas por los editores y empleados de Amazing Heroes y las papeletas para votar se publicaban en la misma revista. Los premios eran entregados en lo Comic-Con de San Diego, entregados por el propio Jack Kirby. En 1985. 238 papeletas fueron recibidas con cerca de 100 votos por parte de creadores de historietas.
Los premios Kirby se dejaron de entregar en 1987 debido a disputas legales entre  Fantagraphics y Dave Olbrich sobre la propiedad de los derechos de los premios, lo cual ocasionó que Kirby rechazara ser asociado con estos premios, independientemente de quien los organizara.
Después de la cancelación de los premios se crearon dos sucesores, los premios Eisner, nombrados en honor a Will Eisner y administrados por Dave Olbrich, y los premios Harvey nombrados en homenaje a Harvey Kurtzman y administrado por Fantagraphics; ambos premios decididos por votos de profesionales del cómic.

## Categorías
El Premio Jack Kirby fue entregado en las siguientes categorías:

### Mejor número único
| Año  | Cómic                                | Guionista    | Ilustrador          | Editorial     | Ref. |
| ---- | ------------------------------------ | ------------ | ------------------- | ------------- | ---- |
| 1985 | La Cosa del Pantano Anual N° 2       | Alan Moore   | Stephen R. Bissette | DC Comics     |      |
| 1986 | Daredevil N° 227                     | Frank Miller | David Mazzucchelli  | Marvel Comics |      |
| 1997 | Batman: The Dark Knight Returns N° 1 | Frank Miller | Frank Miller        | DC Comics     |      |